# Zarra (Fußballspieler)
Zarra (* 20. Januar 1921 in Erandio; † 23. Februar 2006 in Bilbao; bürgerlich Pedro Telmo Zarraonandía Montoya) war ein spanischer Fußballspieler.

## Jugend
Zarra wurde in der Bahnstation von Erandio (heute: Estación de Asúa) im Viertel Asúa geboren als Sohn des Chefs der Station. Er hatte neun Geschwister, davon fünf Brüder und vier Schwestern. Zarra wuchs in ärmlichen Verhältnissen auf. So spielte er in seiner Jugend wie alle anderen ärmlichen Kinder aus dem Viertel Asua mit Bällen aus Gummi, Papier oder Stoff. Da aber drei seiner älteren Brüder Fußball spielten, hatte Zarra auch Zugang zum echten Spielball. Zarras erste Vereine waren Asúa und Pitoberese. Zu Beginn seiner Karriere spielte er in der Saison 1939/40 zusammen mit seinen zwei Brüdern Tomás Antonio und Cecilio, die beide Torhüter waren, bei SD Erandio Club. Tomás, der Älteste, hatte zuvor vier Spielzeiten bei Arenas Club gespielt und wird aufgrund seiner erfolgreichen Spielrunde 1930/31 zu den nachträglich ermittelten (inoffiziellen) „Zamoras“ vor 1959 gezählt. Zarras Bruder Domingo spielte wie er anfangs für das Viertel Asúa in Erandio, wechselte aber später ebenfalls für zwei Spielzeiten zum Arenas Club, bevor er im Spanischen Bürgerkrieg verstarb.

## Karriere
Zarra machte sich auf der Position des Stürmers bei Athletic Bilbao einen Namen. In den 1940er und 1950er Jahren war er sechsmal Torschützenkönig der spanischen Meisterschaft. Dieser Rekord wurde erst 67 Jahre später von Lionel Messi gebrochen.
In der Spielsaison 1950/51 erzielte er 38 Tore. Dieser Rekord wurde in der Spielzeit 1989/90 von Hugo Sánchez egalisiert und erst in der Saison 2010/11 von Cristiano Ronaldo (40 Tore), dann in der Saison 2011/12 von Messi (50 Tore) übertroffen. Zarras 81 Tore in der Copa del Rey sind hingegen bis heute unerreicht.
In Spanien galt er als der typische Torjäger. Er sah sich jedoch nicht als herausragenden Spieler, sondern als Vollender des Spiels seiner Mannschaft. Zarra schoss in 353 Partien 334 Tore, davon 251 in der Primera División, deren Rekordtorjäger er bis 2014 war. Es sollte knapp 60 Jahre dauern, bevor er von Messi und Cristiano Ronaldo überholt wurde. Für die spanische Nationalmannschaft traf er 20-mal in 20 Länderspielen. Er konnte auch auf dem Flügel spielen und war dabei auch als Vorlagengeber effektiv. Sein wichtigster Treffer war das Tor bei der Weltmeisterschaft 1950 in Brasilien zum 1:0 über England. Damit zog Spanien in die Finalrunde ein. Am 18. Februar 1951 erzielte er vier Treffer bei einem 6:3-Erfolg Spaniens über die Schweiz.
Zarra starb im Alter von 85 Jahren an den Folgen eines Herzinfarktes. Am folgenden Wochenende wurde vor allen Spielen der Primera División eine Trauerminute eingelegt und Zarras Athletic Bilbao spielte mit Trauerflor.

## Titel und Erfolge

### Mit dem Verein
- Spanischer Meister (1): 1943
- Spanischer Pokalsieger (5): 1943, 1944, 1945, 1950, 1955
- Copa Eva Duarte (1):  1950

### Individuelle Auszeichnungen und Erfolge
- Torschützenkönig der Primera División (6): 1945, 1946, 1947, 1950, 1951, 1953
- Rekordtorschütze der Copa del Rey (81 Tore)